# Эйнзидель, Генрих фон
Ге́нрих фон Э́йнзидель (нем. Heinrich von Einsiedel; 26 июня 1921, Потсдам — 18 июня 2007, Мюнхен) — немецкий политический деятель, писатель, во время Второй мировой войны бывший военным лётчиком-истребителем, аристократ, правнук Отто фон Бисмарка.

## Биография
Младший из троих детей графа Герберта фон Эйнзиделя (1885—1945) и графини Ирены фон Бисмарк-Шёнхаузен (1888—1982). Брак родителей распался в 1931 году.
Во Вторую мировую войну Эйнзидель служил лётчиком-истребителем люфтваффе в звании лейтенанта в эскадре Jagdgeschwader 2, был сбит 30 августа 1942 года на Восточном фронте и попал в советский плен. Затем учился в антифашистской школе, работал в антифашистской группе, стал одним из основателей, заместителем председателя и фронтовым уполномоченным по пропаганде Национального комитета «Свободная Германия».
После освобождения из плена, в июне 1947 года, вступил в СЕПГ и работал журналистом в издании Tägliche Rundschau в Советской зоне оккупации Германии, в конце 1948 года выехал на Запад. Впоследствии работал переводчиком, сценаристом и писателем. В 1957—1992 годах состоял в Социал-демократической партии Германии, откуда перешёл в Партию демократического социализма. В 1994 году был избран депутатом бундестага по земельному списку ПДС в Саксонии.

## Семья
В 1955—1964 годах состоял в браке с актрисой и впоследствии политиком Барбарой Рюттинг. Во второй брак вступил в 1972 году с Хельгой Лехтапе, урождённой Грютер, у супругов родилось двое сыновей.

## Сочинения
- Stalingrad und die Verantwortung des Soldaten, Herbig, 4., überarbeitete Neuauflage 1993, ISBN 3-7766-1778-0.
- Tagebuch der Versuchung. 1942—1950, 1950; als Ullstein TB (1985): ISBN 3-548-33046-0.
  - Айнзидель Г. Дневник пленного немецкого летчика : сражаясь на стороне врага, 1942—1948 / [Пер. с нем. А. Л. Андреева]. — М. : Центрполиграф, 2012. — 316, [2] с., [8] л. ил., портр., факс. : ил. — (За линией фронта. Мемуары) — ISBN 978-5-9524-5004-2
- Der Überfall, Hoffmann und Campe 1984, ISBN 3-455-08677-2.